# Model

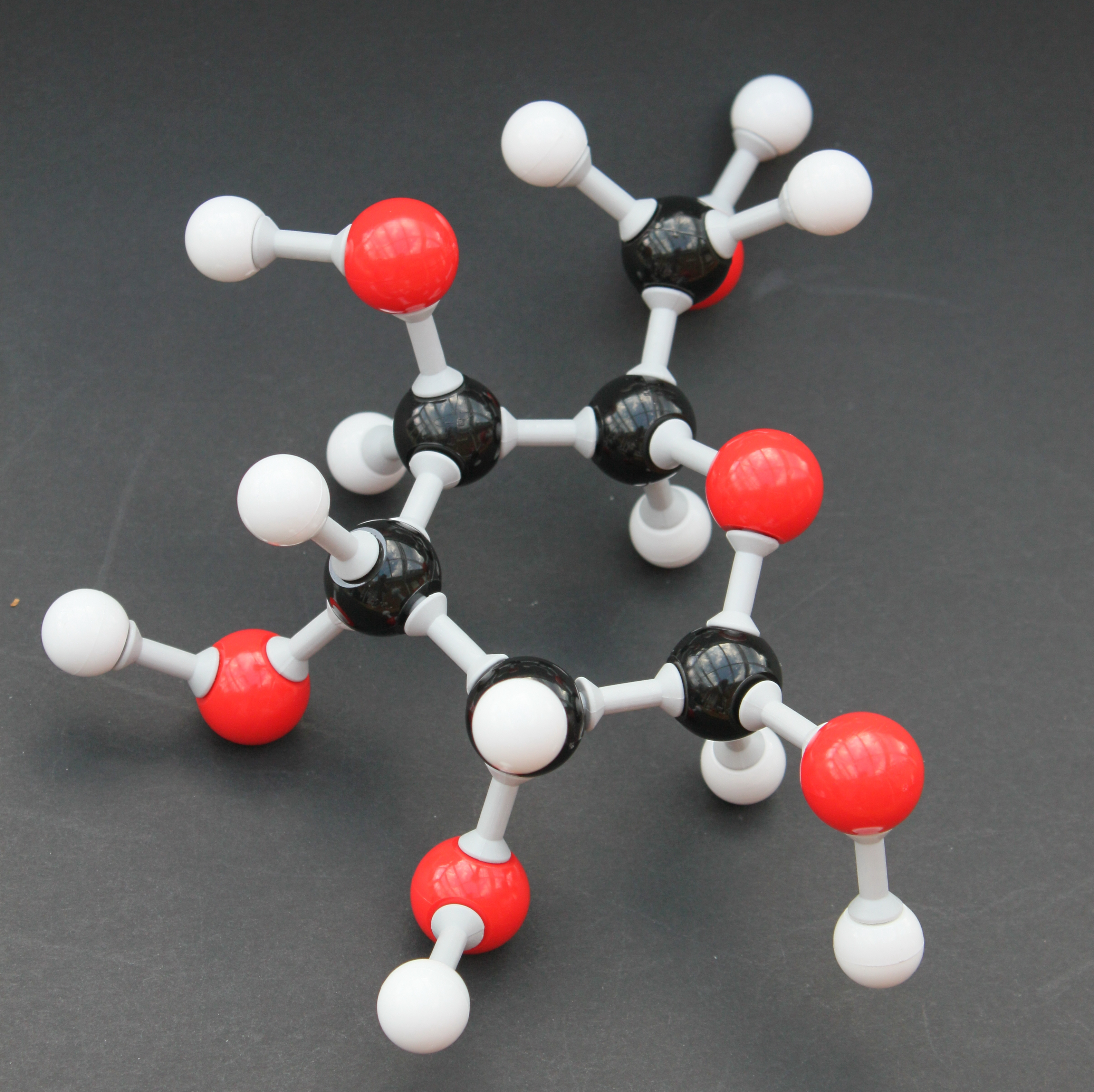
Model cząsteczki z kulkami reprezentującymi różne atomy

Model (łać. modulus – miara, wzór) – informacyjna reprezentacja obiektu, osoby lub systemu. Termin ten pierwotnie oznaczał plany budynku w języku angielskim z końca XVI wieku, a za pośrednictwem języka francuskiego i włoskiego wywodzi się ostatecznie z łacińskiego słowa modulus.
Modele można podzielić na fizyczne (np. model statku) i nominalne (np. zbiór równań matematycznych opisujących działanie atmosfery na potrzeby prognozowania pogody). Modele abstrakcyjne lub konceptualne są kluczowe dla filozofii nauki.
W badaniach naukowych i naukach stosowanych model nie jest równoważny z teorią: podczas gdy model ma na celu jedynie przedstawienie rzeczywistości w celu lepszego zrozumienia lub przewidywania świata, teoria jest bardziej ambitna, ponieważ twierdzi, że jest wyjaśnieniem rzeczywistości.

## Rodzaje modeli

### Ogólne
- model – odwzorowanie w pewnej skali większego obiektu, np. model samolotu, samochodu, budynku
- model – typ, fason, rodzaj w ramach określonej marki
- model – osoba zawodowo pozująca artystom lub prezentująca stroje
- model – projekt plastyczny (w rzeźbiarstwie) lub osoba (mężczyzna lub kobieta) pozująca fotografowi, malarzowi, rzeźbiarzowi

### Nauka
- model matematyczny
  - model doświadczalny
  - model ekonomiczny
  - model fizyczny
  - model kosmologiczny
  - model neurologiczny
  - model statystyczny
- model – struktura matematyczna teorii aksjomatycznej (w logice matematycznej)
- model bazy danych
- model decyzyjny – pojęcie z teorii decyzji
- model kognitywny
- pięcioczynnikowy model osobowości – w psychologii (tzw. „Wielka piątka”)

### Kultura
- Model 01 – album grupy T.Love
- Model – turecki zespół pop-rockowy

### Ludzie
- Evsa Model – rosyjski malarz żydowskiego pochodzenia (1899 lub 1901–1979)
- Walther Model – niemiecki dowódca z czasów II wojny światowej

### Geografia
- Model – wieś w województwie mazowieckim, w powiecie gostynińskim, w gminie Pacyna
- Model – miasto w Kolorado w Stanach Zjednoczonych
- Model – dawny zaścianek na Białorusi, w obwodzie witebskim, w rejonie dokszyckim, w sielsowiecie Tumiłowicze.